# Nipponomarolia oharai
Nipponomarolia oharai is een keversoort uit de familie zwamspartelkevers (Melandryidae). De wetenschappelijke naam van de soort werd in 1989 gepubliceerd door Takehiko Nakane.